# SHA-1
Trong mật mã học, SHA-1 (Secure Hash Algorithm 1) là hàm băm mật mã lấy đầu vào và tạo ra giá trị băm 160 bit (20 byte) được gọi là thông báo đã tiêu hóa - thường được hiển thị dưới dạng số thập lục phân, dài 40 chữ số. Nó được thiết kế bởi Cơ quan An ninh Quốc gia Hoa Kỳ, và là một Tiêu chuẩn Xử lý Thông tin Liên bang Hoa Kỳ.
Kể từ năm 2005, SHA-1 đã không được coi là an toàn trước các đối thủ được tài trợ tốt; vào năm 2010, nhiều tổ chức đã khuyến nghị thay thế nó. NIST chính thức không còn sử dụng SHA-1 vào năm 2011 và không cho phép sử dụng chữ ký số vào năm 2013. Kể từ năm 2020, các cuộc tấn công tiền tố được chọn chống lại SHA-1 hiện nay đã là khả năng thực tế , và do vậy cần loại bỏ SHA-1 khỏi các sản phẩm càng sớm càng tốt và sử dụng SHA-256 hoặc SHA-3 để thay thế. Thay thế SHA-1 là khẩn cấp, nơi nó được sử dụng cho chữ ký.
Tất cả các nhà cung cấp trình duyệt web lớn đã ngừng chấp nhận chứng chỉ SSL SHA-1 vào năm 2017. Vào tháng 2 năm 2017, CWI Amsterdam và Google tuyên bố họ đã thực hiện một cuộc tấn công va chạm chống lại SHA-1, xuất bản hai tệp PDF không giống nhau tạo ra hàm băm SHA-1 giống nhau.  Nhưng SHA-1 vẫn an toàn cho HMAC.